# En un mundo nuevo
«En un mundo nuevo» es una canción interpretada por la cantante española Karina, que representó a TVE en el Festival de la Canción de Eurovisión 1971, celebrado en Dublín.
Karina fue seleccionada para interpretar esta canción en el programa de TVE Pasaporte a Dublín, en el que varios artistas de renombre (Rocío Jurado, Nino Bravo, entre otros) compitieron semanalmente. Finalmente, el público eligió a su favorito votando con un cupón publicado en una revista de la época.

## La canción en el Festival
Karina interpretó la canción en 6.ª posición. Debido a un problema de sonido, el micrófono no se abrió en el momento adecuado, siendo imposible escuchar la primera frase de la canción. Surgieron rumores de que Karina había olvidado la primera parte de su canción debido a este hecho. La canción se hizo con el segundo puesto, recibiendo 116 puntos.

## Versiones
Además de en español, Karina grabó el tema en inglés ("Tomorrow I'm Coming Your Way"), francés ("Un monde plus grand et plus beau"), alemán ("Wir glauben an morgen") e italiano ("Un mondo nuovo").
En 2008 fue interpretada por Alaska para el programa de Televisión española Europasión y en 2015 por Anne Igartiburu para Telepasión española.

## Película
El enorme éxito de la canción propició la filmación de la película homónima En un mundo nuevo protagonizada por la propia Karina, junto a Pepe Rubio, dirigida por Ramón Torrado y Fernando García de la Vega y que versa precisamente por las peripecias de una joven para poder representar a España en el festival de Eurovisión con el tema del título.